# Amer
Amer település Spanyolországban, Girona tartományban. Amer Les Planes d'Hostoles, Sant Aniol de Finestres, Sant Martí de Llémena, Sant Julià del Llor i Bonmatí, La Cellera de Ter és Susqueda községekkel határos. Lakosainak száma 2415 fő (2024).

## Népesség
A település népessége az elmúlt években az alábbi módon változott:
| Lakosok száma | 515  | 2705 | 3424 | 3402 | 2396 | 2184 | 2304 | 2281 | 2298 | 2415 |
|               | 1717 | 1887 | 1936 | 1960 | 1986 | 2004 | 2009 | 2014 | 2019 | 2024 |